# Louis Gerverot

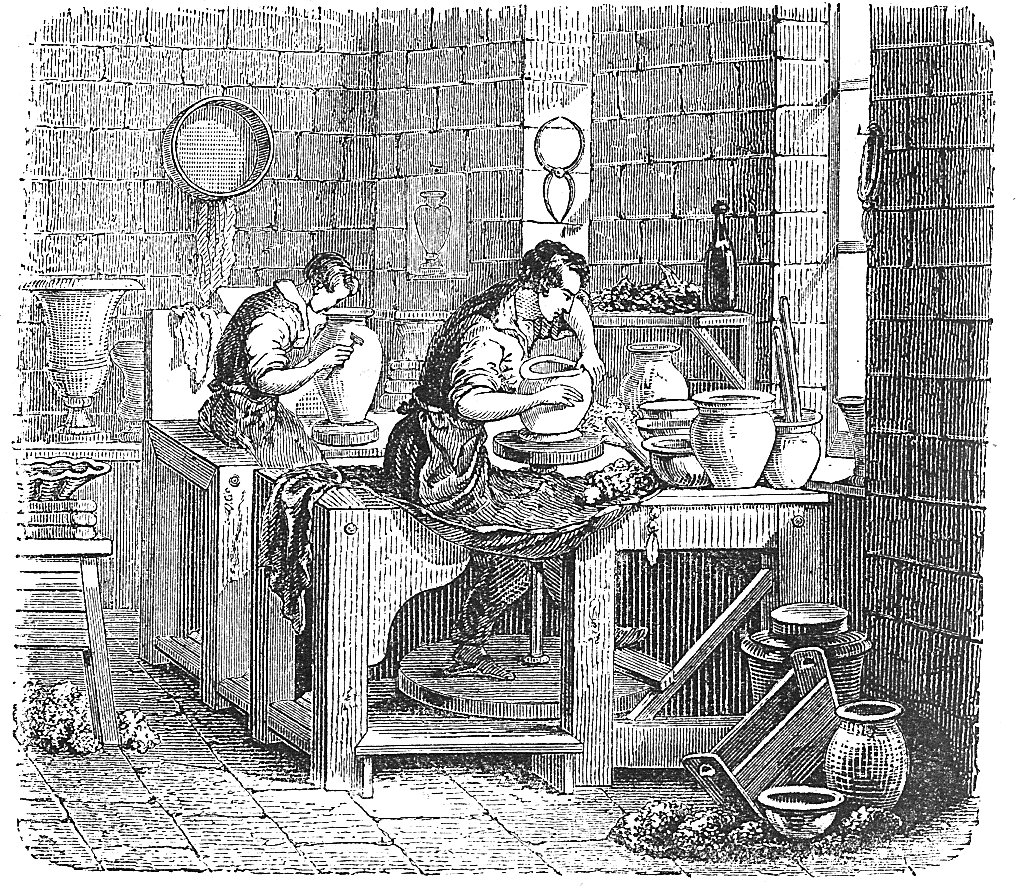
Gravure uit 1884

Louis Victor Gerverot (Lunéville, 8 december 1747 – Bevern, 1829) was een Franse porseleinschilder en ondernemer.

## Biografie
Zijn vader was musicus (zanger) aan het hof van Stanislaus Leszczyński, voormalig koning van Polen, die in 1737 hertog van Lotharingen werd. Zijn moeder Barbe Oubert, zond hem in 1764 naar de porseleinfabriek in Sèvres, om in de leer te gaan. Mogelijk had hij zich al vroeg gespecialiseerd in het beschilderen van porselein met bloemen en (fantasie)vogels. Gerverot werd uitermate kundig in het bereiden van kleuren, kleimengsels, en (sinds zijn verblijf in Niderviller) op de hoogte van het productieproces. Zijn drang om te reizen en om zijn kennis te gelde te maken (of onvermogen om het ergens lang vol te houden) resulteerde in verblijven bij diverse porseleinfabrieken. Achtereenvolgens was hij werkzaam in Ludwigsburg, Ansbach, Höchst, Fürstenburg en Frankenthal.

### Weesp en Loosdrecht
In 1767 won Gerverot een grote som geld in de loterij van de stad Mainz. In 1769 kwam hij in Weesp, en werkte in de Weesper porseleinfabriek van Bertrand Philip, graaf van Gronsveld, voormalig gezant in Berlijn, vervolgens drost van Muiden en president van de Admiraliteit van Amsterdam met een dubieuze reputatie. De productie en de afzet verliep niet naar wens en de eerste porseleinfabriek in Holland werd in 1771 gesloten. Gerverot vertrok naar de faience- of porseleinfabrieken van Offenbach, Höchst en Schrezheim. In Schrezheim, waar in de tweede helft van de 18e eeuw fraaie tegels zijn geproduceerd, werkte Gerverot voor eigen rekening. Dominee Joannes de Mol zond hem in 1774 een portret van een dominee-collega, waarvan een buste werd gemaakt. Vervolgens is Gerverot door De Mol naar Oud-Loosdrecht gehaald als bedrijfsleider, schilder en verfbereider bij zijn porseleinfabriek Manufactuur Oud-Loosdrecht. Het ontwerpen van nieuwe modellen was niet zijn sterkste kant. Niettemin verdiende Gerverot een gigantisch salaris, 150 gulden per maand.

### Amsterdam
Dat Gerverot mogelijk een woest leven leidde, moge blijken uit het feit dat hij in 1776 getuige was bij de doop een kind in de RK Franse kapel. Het kind heette Louis Victor George d'Onis. Als vader staat aangemerkt George Alexander d'Onis en de moeder een negerin, genaamd Coba. De wettigheid van het huwelijk werd door de autoriteiten in twijfel getrokken.
Gerverot trouwde in 1777 in met Modesta Johanna Salomons, afkomstig uit Hamburg. Er kwamen drie kinderen in Amsterdam ter wereld: Louis Victor (geb. 1778), Johannes Victor (geb. 1780) en Georg Samuel (geb. in 1783, maar in 1784 in Amsterdam begraven). Uit het begraafboek blijkt dat L.V. Gerverot in de Plantage woonde, toentertijd, een parkachtig geheel, met uitspanningen, speelhuizen (biljart) en bordelen, nu Artis en omgeving. Alle kinderen werden aan huis gedoopt. De reden is waarschijnlijk dat hij niet bijzonder kerks was.
Op 1 maart 1779 werd Gerverot in Loosdrecht ontslagen, nadat hij aan De Mol 28.000 gulden had geleend. Samenwerking leek onmogelijk geworden. Gerverot begon in Amsterdam een porseleinwinkel, maar vroeg in 1788 wegens huur- en andere schulden zijn faillissement aan. (Deze periode in het leven van Gerverot is onduidelijk. Het kan zijn dat hij ook in Keulen, Münster en Hannover werkte).
Gerverot reisde naar Engeland en kreeg bij John Turner, de belangrijkste concurrent van Wedgwood, een aanstelling. In 1795 kwam hij berooid in Braunschweig aan om opnieuw bij de fabriek Fürstenberg zijn diensten aan te bieden. Twee jaar later was hij directeur. Onder zijn leiding werd de fabriek voor het eerst in haar bestaan commercieel succesvol. In 1814 werd Gerverot ontslagen vanwege collaboratie met de Fransen.